# Blackburneus geomysi
Blackburneus geomysi är en skalbaggsart som beskrevs av Cartwright 1939. Blackburneus geomysi ingår i släktet Blackburneus och familjen Aphodiidae. Inga underarter finns listade.